# بارتولومي فيرير
بارتولومي فيرير (بالإسبانية: Bartolomé Ferrer)‏ هو مستكشف إسباني، ولد في 1499 في شرق إسبانيا في إسبانيا، وتوفي في 1550 في المكسيك.

## وصلات خارجية
- بارتولومي فيرير على موقع الموسوعة البريطانية (الإنجليزية)